# 도요시타 나라히코
도요시타 나라히코(豊下楢彦, 1945년 ~ )는 일본의 정치학자이다. 간세이 가쿠인 대학 법학부 교수. 전문 분야는 국제관계론과 외교사.

## 약력
일본 효고현 출신. 교토대학교 법학부 졸업. 1995년 박사. 1996년에 펴낸 저서 '안보조약의 성립-요시다 외교와 천황 외교'(이와나미 쇼텐)에서 요시다 시게루가 샌프란시스코 강화조약, 미일안보조약 체결을 둘러싼 교섭 과정에서 미국에 대해 안이하게 타협한 탓에 국익을 해쳤다며 요시다의 외교 수완에 의문을 표시했다. 이같은 주장으로 비슷한 시기에 역시 요시다에 대한 부정적인 평가를 한 미우라 요이치와 함께 논란을 불러일으켰다. 또 두가지 조약의 교섭 과정에서 쇼와 천황이 대미 접근을 희망해 일종의 '천황 외교'를 한 것 아니냐는 가설을 제시했고, 이후 그 실증에 전념하고 있다.

## 저서
- 『イタリア占領史序説――戦後外交の起点』（유히카쿠, 1984년）
- 『日本占領管理体制の成立――比較占領史序説』（이와나미 쇼텐, 1992년）
- 『安保条約の成立――吉田外交と天皇外交』（이와나미 쇼텐, 1996년）
- 『集団的自衛権とは何か』（이와나미 쇼텐, 2007년）
- 『昭和天皇・マッカーサー会見』（이와나미 쇼텐, 2008년）= 국역 '히로히토와 맥아더'(개마고원, 2009년)

『「尖閣問題」とは何か』（이와나미 쇼텐, 2012년）

## 같이 보기
- 신도 에이이치
- 미우리 요이치
- 쇼와 천황